# 呂濟 (弘治進士)
呂濟（1446年—？），字安世，陝西鳳翔府鳳翔縣人，軍籍，明朝政治人物。

## 生平
陝西鄉試第十八名舉人。弘治三年（1490年）中式庚戌科會試第二百六名，二甲第七十三名進士。

## 家族
曾祖呂秀實；祖父呂磻，知縣；父呂貞。嫡母張氏；母高氏。永感下。